# نوعی لبخند (فیلم)
نوعی لبخند (انگلیسی: A Certain Smile) یک فیلم درام به کارگردانی ژان نگولسکو است که در سال ۱۹۵۸ منتشر شد.

## بازیگران
- روسانو براتزی
- جون فونتین
- Christine Carère
- برادفورد دیلمن
- ادوارد فرانز
- Johnny Mathis
- استیون گری